# Pelion (Carolina del Sur)
Pelion es un pueblo ubicado en el condado de Lexington en el estado estadounidense de Carolina del Sur. La localidad en el año 2000 tiene una población de 553 habitantes en una superficie de 9.2 km², con una densidad poblacional de personas por 61.7 km². 

## Geografía
Pelion se encuentra ubicado en las coordenadas 33°45′56″N 81°14′47″O / 33.76556, -81.24639. Según la Oficina del Censo, la localidad tiene un área total de 3,6 km² (1,4 mi²), de la cual 3,5 km² (1,4 mi²) es tierra y 0,3 km² (0,1 mi²) (2.81%) es agua.

### Localidades adyacentes
El siguiente diagrama muestra a las localidades en un radio de 20 kilómetros (12,4 mi) de Pelion.

## Demografía
En el 2000 la renta per cápita promedia del hogar era de $42.222, y el ingreso promedio para una familia era de $47.917. El ingreso per cápita para la localidad era de $14.838. En 2000 los hombres tenían un ingreso per cápita de $31.696 contra $25.769 para las mujeres. Alrededor del 12.10% de la población estaba bajo el umbral de pobreza nacional. 